# علي ملاح
علي ملاح المعروف بالعقيد سي الشريف ولد في 14 فبراير 1924 بذراع الميزان ولاية تيزي وزو وتوفي في 31 مارس 1957 بالقرب من قصر البخاري بولاية المدية، وهو مناضل ومجاهد من أجل استقلال الجزائر وتحررها عن الاستعمار الفرنسي وأول قائد عسكري للولاية السادسة أثناء الثورة الجزائرية.

## نشأته
ولد علي ملاح بقرية مكيرة بدائرة تيزي غنيف (جنوب غرب تيزي وزو) في 14 فيفري 1924  وتلقى تربية دينية على يد والده الإمام الذي علمه مبادئ اللغة العربية وحفّظه القرآن الكريم، وزرع فيه حب الوطن والمحافظة على القيم والأخلاق الإسلامية، ولدى بلوغ سن الشباب تمرد على فرنسا ورفض أداء الخدمة الإجبارية ، وكان يشتغل معلما وإماما أسـوة بوالد.

## نشاطه الثوري

### قبل الثورة
انخرط مبكرا في الحركة الوطنية، فانظم لصفوف حزب الشعب الجزائري سنة 1945 ليصير لاحقا مسؤولا عن إحدى النواحي، وفي 1947 انضم إلى المنظمة الخاصة وحضر اجتماعاتها في 16 و17  و 18 فيفري 1947 ، وفي عامي 1949-49 اشتغل بالتدريس في عين بسام وكان تحت إشراف كريم بلقاسم الذي عينه مسؤولا عن النشاط الوطني الثوري على مستوى قرى منطقتي تيقزيرت وعزازقة.
شارك في اجتماع 29 أكتوبر 1954 واقنون، لتحضير أفواج المجاهدين المكلفين بتنفيذ العمليات الثورية الأولى في 1 نوفمبر 1954 بمدينة تيقزيرت، على محافظ الشرطة والدرك والبلدية.

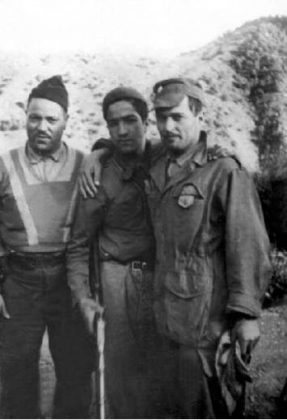
من اليسار : العقيد علي ملاح، بومهدي، عمر أوصديق

### أثناء الثورة
في الفاتح من نوفبمر 1954 كان على رأس فوج هاجم بلدية عزازقة وقام كذلك في 4 نوفمبر بهجوم رفقة عدد من المجاهدين على مركز عسكري استعماري بتيزي جمعة بالقرب من مدينة عين الحمام، وفي 14 نوفمبر قتل رجاله 14 جنديا فرنسيا، وفي 21 جانفي 1955 تمكن من الحصول على كمية معتبرة من الأسلحة خلال اشتباك أصيب فيه بركبته حيث نقل إلى عين الحمام للمعالجة وقيادة أفواجها.
في نوفمبر 1955 ترك عمر إدريس قائد ناحية عين الحمام المهام العسكرية لعلي ملاح حيث قاد هجوما ناجحا ضد المركز العسكري هناك، وفي نفس العام تولى إدراة ناحية تيزي وزو بالنيابة  وبفضل حنكته وقدراته التنظيمية وجِّه في نهاية 1955 على رأس 200 مجاهد نحو الولاية الرابعة لدعم الثورة هناك، وبعد انعقاد مؤتمر الصومام عين باقتراح من العقيد أعمر أوعمران قائدا للولاية السادسة برتبة عقيد ليقوم بإرساء دعائم الكفاح المسلح بهذه المنطقة الصحراوية، ذات التضاريس المكشوفة والمناخ الصعب، حيث قام بتنظيم هذه المنطقة وتوجيه مجاهديها ومسبليها سياسيا وعسكريا.

## استشهاده
استشهد في 31 مارس 1957، رفقة كاتبه ومجموعة من زملائه بعد استدراجهم إلى دائرة عين بوسيف بالمدية وقد قتل على يد الخائن شريف بن سعيدي، حيث يقول ابنه أنه أطلقت عليه حوالي 200 رصاصة.